# Doylestown (Wisconsin)
Doylestown és una població dels Estats Units a l'estat de Wisconsin. Segons el cens del 2000 tenia 328 habitants.

## Demografia
Segons el cens del 2000, Doylestown tenia 328 habitants, 121 habitatges, i 84 famílies. La densitat de població era de 32,2 habitants per km².
Dels 121 habitatges en un 40,5% hi vivien nens de menys de 18 anys, en un 54,5% hi vivien parelles casades, en un 8,3% dones solteres, i en un 29,8% no eren unitats familiars. En el 20,7% dels habitatges hi vivien persones soles el 9,1% de les quals corresponia a persones de 65 anys o més que vivien soles. El nombre mitjà de persones vivint en cada habitatge era de 2,71 i el nombre mitjà de persones que vivien en cada família era de 3,15.
Per edats la població es repartia de la següent manera: un 31,1% tenia menys de 18 anys, un 5,2% entre 18 i 24, un 36,3% entre 25 i 44, un 13,4% de 45 a 60 i un 14% 65 anys o més.
L'edat mediana era de 34 anys. Per cada 100 dones de 18 o més anys hi havia 91,5 homes.
La renda mediana per habitatge era de 53.125 $ i la renda mediana per família de 56.563 $. Els homes tenien una renda mediana de 36.250 $ mentre que les dones 26.429 $. La renda per capita de la població era de 19.157 $. Cap de les famílies i el 2,4% de la població estaven per davall del llindar de pobresa.

## Poblacions més properes
El següent diagrama mostra les poblacions més properes.